# 1334
- Wikisource

| Calendário gregoriano                                                        | 1334 MCCCXXXIV                                        |
| Ab urbe condita                                                              | 2087                                                  |
| Calendário arménio                                                           | 783 – 784                                             |
| Calendário bahá'í                                                            | -510 – -509                                           |
| Calendário budista                                                           | 1878                                                  |
| Calendário chinês                                                            | 4030 – 4031 Início a 5 de fevereiro (aproximadamente) |
| Calendário copta                                                             | 1050 – 1051                                           |
| Calendário etíope                                                            | 1326 – 1327                                           |
| Calendários hindus - Vikram Samvat - Calendário nacional indiano - Cáli Iuga | 1389 – 1390 1255 – 1256 4434 – 4435                   |
| Calendário Holoceno                                                          | 11334                                                 |
| Calendário islâmico                                                          | 734 – 735                                             |
| Calendário judaico                                                           | 5094 – 5095                                           |
| Calendário persa                                                             | 712 – 713                                             |
| Calendário rúnico                                                            | 1584                                                  |
| Calendário solar tailandês                                                   | 1877                                                  |

1334 (MCCCXXXIV, na numeração romana) foi um ano comum do século XIV do Calendário Juliano, da Era de Cristo, a sua letra dominical foi B (52 semanas), teve início a um sábado e terminou também a um sábado.
No reino de Portugal estava em vigor a Era de César que já contava 1372 anos.
| Ano completo                   |
| ------------------------------ |
| Ano comum com início ao sábado |

## Eventos
- O Papa Bento XII substitui João XXII à frente da Igreja Católica.
- Estêvão Uresis IV termina a conquista da Macedônia Ocidental.
- Giotto inicia a construção do campanário de Florença.

## Nascimentos
- 13 de Janeiro - Henrique II de Castela, m. 1379, foi rei de Castela, Conde de Trastâmara, inaugurou a dinastia de Trastâmara no trono de Castela e Leão em 1369.

## Mortes
- 4 de Dezembro - Papa João XXII.